# Colección museográfica

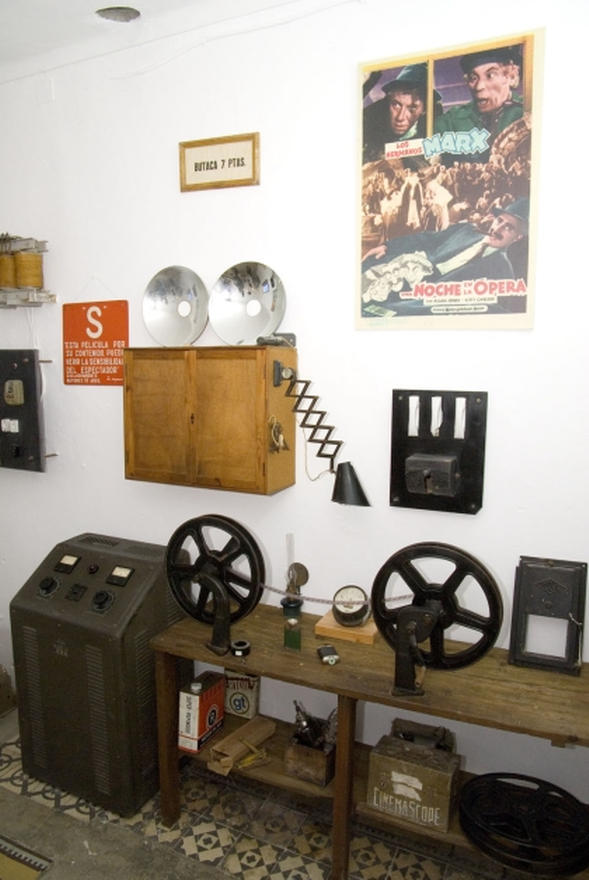
Colección Museográfica De Antiguos Proyectores Cinematográficos en Comarca del Mar Menor, Provincia de Murcia,.

Colección museográfica es la reunión de elementos con alto valor e importancia histórica, artística, natural o étnica,  efectuada por grupos (gubernamentales o particulares) que clasifican los objetos, y tienen vocación de preservarlos y exponerlos al público. El Consejo Internacional de Museos (ICOM) la ha definido como:

“El conjunto de bienes culturales que, sin reunir todos los requisitos necesarios para desarrollar las funciones propias de los Museos, se encuentra expuesto al público con criterio museográfico y horario establecido, cuenta con una relación básica de sus fondos y dispone de medidas de conservación y custodia.”

De lo anterior podríamos entender que las colecciones museográficas conservan y exhiben grupos de bienes con una historia en común o que giran alrededor de un tema específico, pero a diferencia de los museos carecen de vocación científica, educativa o de investigación sino que se dedican a exponer elementos relativos a cierto tema, bajo los criterios museográficos; cumpliendo con los parámetros de seguridad, conservación, preservación, restauración, divulgación, colocación y exposiciones de dichos patrimonios.

## Concepto de colección museográfica

### Definición
Una de las primeras definiciones que encontramos de este concepto, se plasma en la Orden de 6 de febrero de 1991 de la Consejería de Cultura, Educación y Ciencia de la Comunidad Valenciana, la cual regula “el reconocimiento de museos y colecciones museográficas permanentes”. En el artículo quinto de dicho documento se afirma que las colecciones museografías (permanentes) son:

“(...) aquellas que reúnen bienes de valor histórico, artístico, científico y técnico, o de cualquier otra naturaleza cultural y que por lo reducido de sus fondos, escasez de sus recursos y carencia de técnico no puedan cumplir las condiciones mínimas para desarrollar la función cultural encomendada a los Museos”.

Bajo esta premisa, una colección museográfica es dicha reunión de objetos, que ostentan un valor histórico, científico o artístico, pero que por cuestiones económicas no cumple con todos los requisitos administrativos, académicos y políticos que se le encomiendan a un museo. La definición anterior subraya que la colección tiene un gran valor en lo que muestra, pero carece de disposición para la promoción del conocimiento, cultura e historia. 
Actualmente, la colección museográfica centra sus esfuerzos en la exhibición de la obra de artistas y  objetos de relevancia histórica, respectando en la exposición, la integridad física, conceptual y poética del material. Su función principal es visibilizar el trabajo artístico o el valor histórico, integrándolo de forma adecuada con el espacio donde se expone y estableciendo una comunicación con el público. Debido a ello la colección museográfica estará muy interesada en los aspectos técnicos, concernientes a la exposición de los bienes, siendo un trabajo conjunto entre el museógrafo, artista y curador respecto a la conservación de la obra, la iluminación y el clima; pero también trabajando sobre los  temas relacionados con el presupuesto y viabilidad del plan.

### Museografía en una colección
La museografía es la práctica de todas las técnicas relacionadas al funcionamiento de un museo; en otras palabras, es la puesta en escena o el montaje de exposiciones y colecciones reconociendo aspectos como la luminotecnia, la aclimatación, diseño de la sala y la forma de exponer los objetos. Según el manual de curaduría, gestión y museografía del ministerio de cultura de Colombia la museografía es: “el conjunto de técnicas aplicadas para la puesta en escena y el funcionamiento de exposiciones (…), técnicas que se definen a partir de la negociación con la obra de arte, el espacio, el público, la conservación, la curaduría y los diferentes actores” parte del proyecto. Esta se diferencia de la museología en que la última, estudia el museo, su historia, su influencia social, las técnicas de conservación y catalogación, siendo la guía teoría de la museografía, que en últimas termina siendo la práctica de la museología.
Este concepto es relevante para entender qué es una colección museográfica, en el entendido de que muestra una de las diferencias entre colecciones museográficas y el museo, siendo el segundo una institución que establece unas funciones sociales, científicas, políticas y académicas; acompañadas de una historia que empieza desde el mismo establecimiento donde se desarrolla el museo. En sí, un museo es un recinto donde tras la investigación y recaudación de bienes, se organiza una experiencia donde el público, a través de la exposición de objetos, seres e ideas, reconocerá diversos aspectos de su historia, arte, biodiversidad y cultura. Mientras que la colección museográfica se concentra en la exposición y colocación de los bienes, siendo así, una suerte de exhibición, cuya experiencia está cuidadosamente diseñada para el goce y reconocimiento de lo que allí se muestra.

### Coleccionismo en una colección Museográfica
Una colección (museográfica) en general es la agrupación de objetos de manera explicativa y análoga, y a diferencia de otras colecciones, no responde al desarrollo de un proyecto institucional de la magnitud de un museo, ya que sus políticas de selección y adquisición tienen más un carácter compilatorio. No obstante, con estas siempre se pretende mantener un acuerdo frente a la lógica que asumirá la colección.

## Funciones de las colecciones Museográficas
Según la ley 8 de 2007 concerniente a museos y colecciones museográficas de Andalucía,  las últimas comparten muchas de sus funciones con los museos. A continuación destacaremos las que esta legislación esgrimió para las colecciones museográficas:
1. La protección y conservación de sus bienes.
2. La documentación con criterios científicos de sus fondos.
3. La exhibición ordenada de sus fondos.
4. El fomento y la promoción del acceso público a sus fondos.

Adicionalmente la Orden del 6 de febrero del año de 1991, redactada por la Consellería de Cultura, Educación y Ciencia de Valenciana, estipula como obligaciones de las colecciones museográficas:
1. Instalaciones estables, suficientes y adecuadas.
2. Inventario, según modelo oficialmente establecido.
3. Ser visitables al público por lo menos un día a la semana.

## Tipos de colecciones Museográficas
La UNESCO, diseño una clasificación para los Museos y Colecciones Museográficas, donde a través de la diferenciación de los enfoques de las colecciones y exposiciones se podrá definir el principal interés que desarrollo la colección museográfica:
- Bellas artes: contiene obras de arte realizadas fundamentalmente desde la Antigüedad al siglo XIX (arquitectura, escultura, pintura, dibujo, grabado y, desde 2002, arte sacro).
- Artes decorativas: contiene obras artísticas de carácter ornamental. También se denominan artes aplicadas o industriales.
- Arte contemporáneo: contiene obras de arte realizadas en su mayor parte en los siglos XX y XXI. Se incluyen la fotografía y el cine.
- Casa-museo: Museo ubicado en la casa natal o residencia de un personaje.
- Arqueológico: contiene objetos, portadores de valores históricos y/o artísticos, procedentes de excavaciones, prospecciones y hallazgos arqueológicos. Se incluyen las especialidades de numismática, glíptica, epigrafía y otras.
- De sitio: creados al musealizar determinados bienes históricos (yacimientos arqueológicos, monumentos, etc.) en el lugar para el que fueron concebidos originariamente. (Se incluyen los Centros de Interpretación Arqueológicos, siempre que tengan una colección con fondos originales, y se excluyen los Centros de Interpretación de la Naturaleza).
- Histórico: se incluyen en esta categoría los Museos y Colecciones Museográficas que ilustran acontecimientos o periodos históricos, personalidades, los museos militares, etc.
- Ciencias naturales e historia natural: contiene objetos relacionados con la biología, botánica, geología, zoología, antropología física, paleontología, mineralogía, ecología, etc.
- Ciencia y tecnología: contiene objetos representativos de la evolución de la historia de la ciencia y de la técnica, y además se ocupa de la difusión de sus principios generales. Se excluyen los planetarios y los centros científicos, salvo aquellos que dispongan de un Museo o Colección Museográfica.
- Etnografía y antropología: se dedica a culturas o elementos culturales preindustriales contemporáneos o pertenecientes a un pasado reciente. Se incluyen en esta categoría los museos de folklore, artes, tradiciones y costumbres populares.
- Especializado: profundiza en una parcela del Patrimonio Cultural no cubierta en otra categoría.[7]
- General: Museo o Colección Museográfica que puede identificarse por más de una de las categorías anteriores.
- Otros: no pueden incluirse en las categorías anteriores.